# Persa medio
El persa medio o pahlaví, también conocido como pelvi, pahlaví sasánida o persa sasánida, es una forma de persa medieval, cronológicamente perteneciente al iranio medio, cuyo origen se remonta al persa aqueménida. Este idioma fue la lengua oficial de este imperio durante la dinastía sasánida (226 d. C. - 651 d. C.) y también la lengua litúrgica del zoroastrismo en ese período y posteriormente. Desde este idioma han llegado al castellano palabras como alcancía o alcoba.
No debe confundirse con el «pahlaví arsácida», que es otra denominación para el idioma parto contemporáneo del persa medio.

## Clasificación
El persa medio es descendiente del persa antiguo usado durante el período aqueménida, aunque también tiene influencias del parto y otras variedades de iranio medio. Sin embargo, el persa medio es muy diferente al persa antiguo, mediando entre ambos una cantidad importante de cambios fonéticos y una profunda reestructuración de la gramática, caracterizada por la pérdida de la mayor parte de la flexión nominal y una importante simplificación de la conjugación verbal.

## Descripción lingüística
En persa medio no existen marcas morfológicas de caso gramatical, siendo la marca de plural (-ān) el único afijo de flexión nominal, marcándose las relaciones gramaticales mediante preposiciones o postposiciones.

### Fonología
El inventario consonántico para el persa medio que se muestra a continuación, se basa principalmente en la propuesta de MacKenzie (1971) modificada por D. Weber (1997):
|                    | Labiales | Alveolares | Palatales | Velares | Labio- velares | Glotales |
| ------------------ | -------- | ---------- | --------- | ------- | -------------- | -------- |
| Oclusivas sordas   | p        | t          | tʃ        | k       |                | ʔ        |
| Oclusivas sonoras  | b        | d          | dʒ        | g       |                |          |
| Fricativas sordas  | f        | s          | ʃ         | x       | (xʷ)           | h        |
| Fricativas sonoras | v        | z          | (ʒ)       | (ɣ)     | (*ɣʷ)          |          |
| Nasales            | m        |            | n         |         |                |          |
| Líquidas           |          | l, r       |           |         |                |          |
| Semivocales        |          |            | j         |         | w              |          |
Los fonemas entre paréntesis se refieren a sonidos cuyo estatus fonémico es discutido por los especialistas y alternativamente podrían considerarse variantes alofónicas de otros fonemas.
Por otra parte en inventario vocálico:
|          | Anteriores | Centrales | Posteriores |
| -------- | ---------- | --------- | ----------- |
| Cerradas | i, ī       |           | u, ū        |
| Medias   | (e)        |           | (o), ō      |
| Abiertas |            | a, ā      |             |
El contraste entre vocales breves /ī, ā, ū, ō/ y largas /a, i, u, o, e/ desaparece a final de palabra, ya que todas las palabras acabadas en vocal acaban en vocal larga:
'-ā fīlāsōfā 'filosofía', tā 'así que'
'-ē aɣrē '(el) altísimo'
'-ī sī 'ganso', stī 'existencia'

### Gramática
El persa antiguo posee marcas de caso, similares a las encontradas en otras lenguas indoeuropeas antiguas, como el griego antiguo, el latín o el sánscrito, pero desde el final del período aqueménida hasta el período sasánida se produjeron una serie de casos fonéticos que influyeron en la pérdida del caso gramatical en la lengua. Así, el persa medio marca las relaciones gramaticales mediante preposiciones o postposiciones, de manera similar a como las lenguas romances difieren del latín clásico.
Las marcas flexión verbal en persa medio se reducen a marcas de tres personas diferentes para el singular y el plural. El presente no tiene marcas explícitas aparte de las de persona. El pasado se expresa de forma analítica formada por una forma flexionada del verbo 'ser' junto con una forma invariante derivada del antiguo participio.